# 劉慶 (宣德舉人)
劉慶（15世紀—15世紀），字元善，河南開封府太康縣人，明朝政治人物。

## 生平
劉慶是宣德四年（1429年）的舉人，授廣平府訓導，調任西安府，邊境士民嚮往其風采。有一位軍戶出身者以父親年老需代充正軍，他向主帥說：「這人有才幹能夠大用，應該愛惜成材。」主帥聽從他的說話，其人後來官至參議；宣德九年（1434年）劉慶陞密雲縣教諭，後在肅府左長史任內致仕。兒子劉湜中弘治十二年進士，兩次擔任縣令，官至南京戶部員外郎，兩父子也有才名。

## 引用
1. 1 2  民國《太康縣志·卷十·人物傳下》：劉慶，字元善，任廣平府訓導，調西安府，邊士嚮風，有軍武姓者以父老當代，慶語主帥曰：「此予器，識必大用，宜愛惜以成材。」主帥從之，其人後至參議，九年陞密雲教諭、肅府左長史致仕。子湜中進士，兩為縣令，以循良名陞南京戶部員外郎，剔宿蠧人咸服其能，未幾卒，父子皆有才名。
2. ↑  民國《太康縣志·卷八·出身表》：舉人 明……宣德 ……劉慶 己酉，王府長史